# Autoría mosaica

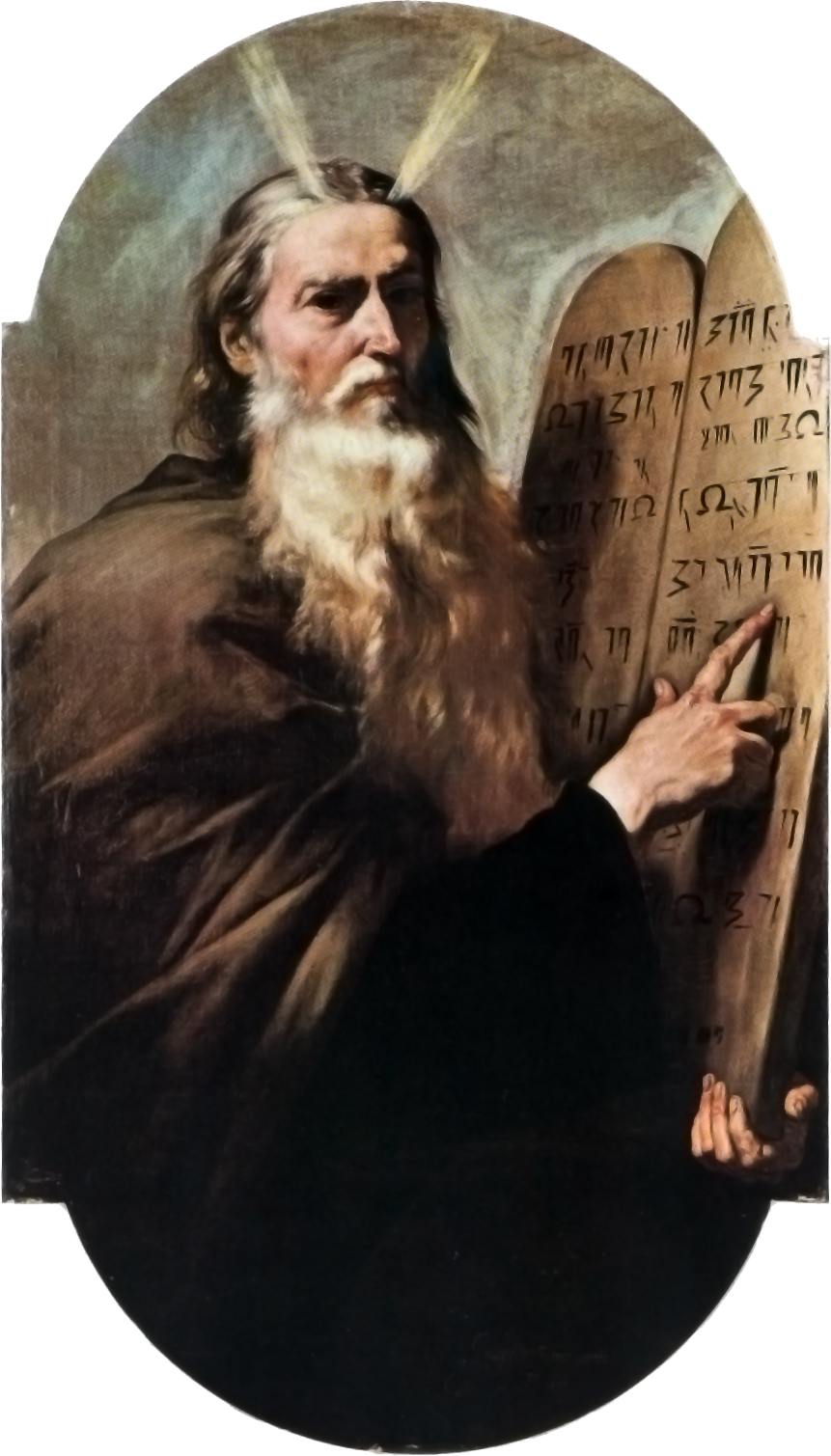
Moisés, por José de Ribera (1638).

La autoría mosaica es la creencia tradicional de que la Torá, los primeros cinco libros de la Biblia Hebrea/Antiguo Testamento, fueron dictados a Moisés por Dios. Los libros no nombran ningún autor, ya que la sociedad que los produjo no consideró la autoría, y fue solo después de que los judíos entraron en contacto intenso con la cultura helenística centrada en el autor a fines del período del Segundo Templo en el que los rabinos comenzaron a encontrar autores para sus escrituras. La tradición de que Moisés era este autor probablemente comenzó con el código de leyes de Deuteronomio, y luego se extendió gradualmente hasta que Moisés, como personaje central, llegó a ser considerado no solo como el mediador de la ley, sino también como autor de las leyes y la narrativa.
En el siglo I d. C. ya era una práctica común referirse a los cinco libros como la «Ley de Moisés», pero la primera expresión inequívoca de la idea de que esto significaba autoría aparece en el Talmud de Babilonia, una enciclopedia de tradición y erudición judía compuesta entre 200–500 d. C. Allí los rabinos notaron y abordaron cuestiones tales como cómo Moisés había recibido la revelación divina, cómo fue conservada y transmitida a las generaciones posteriores, y cómo explicar los difíciles pasajes como los últimos versículos de Deuteronomio, que describen su muerte. Esto culminó en el octavo de los 13 Principios de Fe de Maimónides, estableciendo la creencia en la autoría mosaica como un artículo de creencia judía.
La autoría mosaica de la Torá no fue cuestionada por judíos y cristianos hasta la Ilustración europea, cuando el estudio sistemático de los cinco libros llevó a la mayoría de los estudiosos a concluir que son producto de muchas manos y muchos siglos. A pesar de esto, el papel de Moisés es un artículo de fe en los círculos judíos tradicionales y para algunos eruditos evangélicos cristianos, para quienes sigue siendo crucial para su comprensión de la unidad y la autoridad de las Escrituras.

## Torá, autoría y desarrollo de la tradición

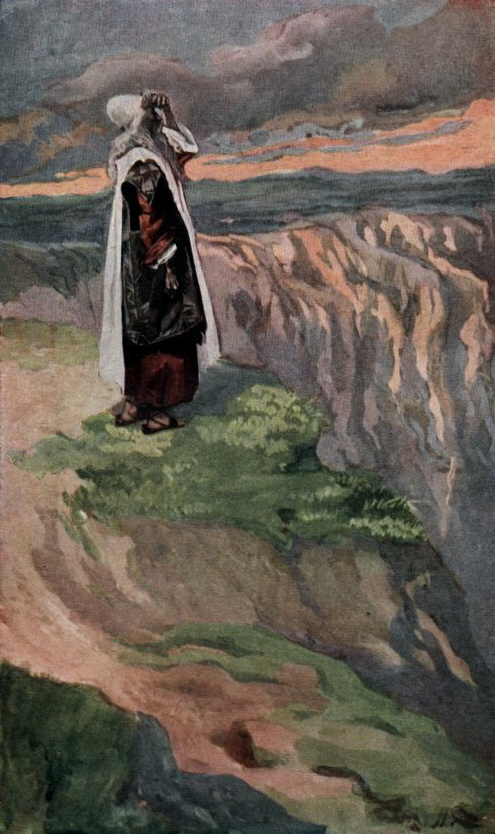
Moisés observa la Tierra Prometida, de James Tissot (c. 1902).

La Torá (o Pentateuco, como lo llaman a veces los eruditos bíblicos) es el nombre colectivo de los primeros cinco libros de la Biblia: Génesis, Éxodo, Levítico, Números y Deuteronomio. Forma el mito fundacional de Israel, la historia de los orígenes del pueblo y los fundamentos de su cultura e instituciones, y es un principio fundamental del judaísmo que la relación entre Dios y su pueblo elegido se estableció en el monte Sinaí a través de la Torá.
El desarrollo de la Torá comenzó alrededor del año 600 a. C. cuando el material previamente desconectado comenzó a reunirse; alrededor del año 400 a. C., estos libros, los precursores de la Torá, habían alcanzado su forma moderna y comenzaron a ser reconocidos como completos, inmutables y sagrados; y alrededor del año 200 a. C., los cinco libros fueron aceptados como la primera sección del canon judío. Parece que la tradición de la autoría mosaica se aplicó por primera vez al Deuteronomio, sobre el que los estudiosos generalmente coinciden en que se compuso en Jerusalén durante el programa de reforma del rey Josías a fines del siglo VII a. C.; es este código de ley al que libros como Josué y Reyes (completados a mediados de los años 500 a. C.) se refieren cuando hablan de la «Torá de Moisés». En libros posteriores como Crónicas y Esdras–Nehemías, el significado se había expandido para incluir otras leyes como Levítico, y en tiempos helenísticos, los escritores judíos se referían a la totalidad de los cinco libros, narraciones y leyes, como el Libro (o libros) de Moisés.
La autoría no fue considerada importante por la sociedad que produjo la Biblia Hebrea (el Antiguo Testamento protestante), y la Torá nunca nombra a un autor. Fue solo después de c. 300 a. C., cuando los judíos entraron en contacto intenso con la cultura griega centrada en el autor, que los rabinos comenzaron a sentirse obligados a encontrar autores para sus libros, y el proceso que llevó a Moisés a identificarse como el autor de la Torá puede haber sido influenciado por tres factores: primero, por una serie de pasajes en los que se dice que escribe algo, frecuentemente por orden de Dios (aunque estos pasajes nunca parecen aplicarse a los cinco libros completos); segundo, por su papel clave en cuatro de los cinco libros (Génesis es la excepción); y finalmente, por la forma en que su autoridad como legislador y liberador de Israel unió la historia y las leyes del Pentateuco.

## La autoría mosaica en la tradición rabínica del período moderno

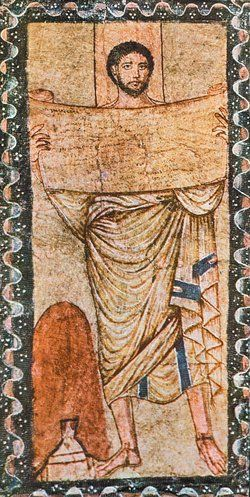
Ezra leyendo la Ley (Dura-Europos, mediados del)

El Talmud de Babilonia, una enciclopedia de erudición judía compuesta entre 200 y 500 d. C., afirma que «Moisés escribió su propio libro y la sección sobre Balaam». El sabio medieval Maimónides (c. 1135–1204) consagró esto en sus Trece Principios de Fe (un resumen de las creencias requeridas del judaísmo), el octavo de los cuales dice: «Creo con perfecta fe que toda la Torá actualmente en nuestra posesión es la que se le dio a Moisés». Los rabinos explicaron que Dios escribió la Torá en el cielo antes de que se creara el mundo, en letras de fuego negro sobre pergamino de fuego blanco, y que Moisés la recibió por dictado divino, escribiendo las palabras exactas que Dios le había dicho. Los rabinos también explicaron cómo la Torá fue transmitida a las generaciones posteriores: «Moisés recibió la Torá del Sinaí y la transmitió a Josué, Josué a los Ancianos, los Ancianos a los Profetas, y los Profetas la transmitieron a los hombres de la Gran Asamblea», que a su vez la transmitió a los rabinos. (La Gran Asamblea, según la tradición judía, fue convocada por Ezra para garantizar la transmisión precisa de la Torá de Moisés cuando los judíos regresaron del exilio). Los rabinos ortodoxos, por lo tanto, señalan que gracias a esta cadena de custodios, la Torá de hoy es idéntica a la recibida por Moisés, y no varía en una sola letra.
Los rabinos sabían que algunas frases en la Torá no parecen encajar con el dictado divino de un texto preexistente, y esta conciencia explica una segunda tradición de cómo se transmitió la palabra divina: Dios habló y Moisés recordó las palabras divinas y luego los escribió, junto con algunas frases explicativas propias. Esta explicación es minoritaria, pero explica, por ejemplo, por qué cada paso en la descripción de la construcción del Tabernáculo es seguido por la frase, «Como YHWH le ordenó a Moisés».
También hubo pasajes que parecían imposibles de escribir para Moisés, especialmente el relato de su propia muerte y entierro en los últimos versículos del Deuteronomio: la respuesta del Talmud es que «Josué escribió [...] [los últimos] ocho versículos de la Torá»; sin embargo, esto implicaba que la Torá estaba incompleta cuando Moisés se la entregó a Israel; la explicación de los rabinos fue que los versículos fueron de hecho escritos por Moisés, pero «con lágrimas en los ojos» cuando Dios le dictó esta descripción de su fin.

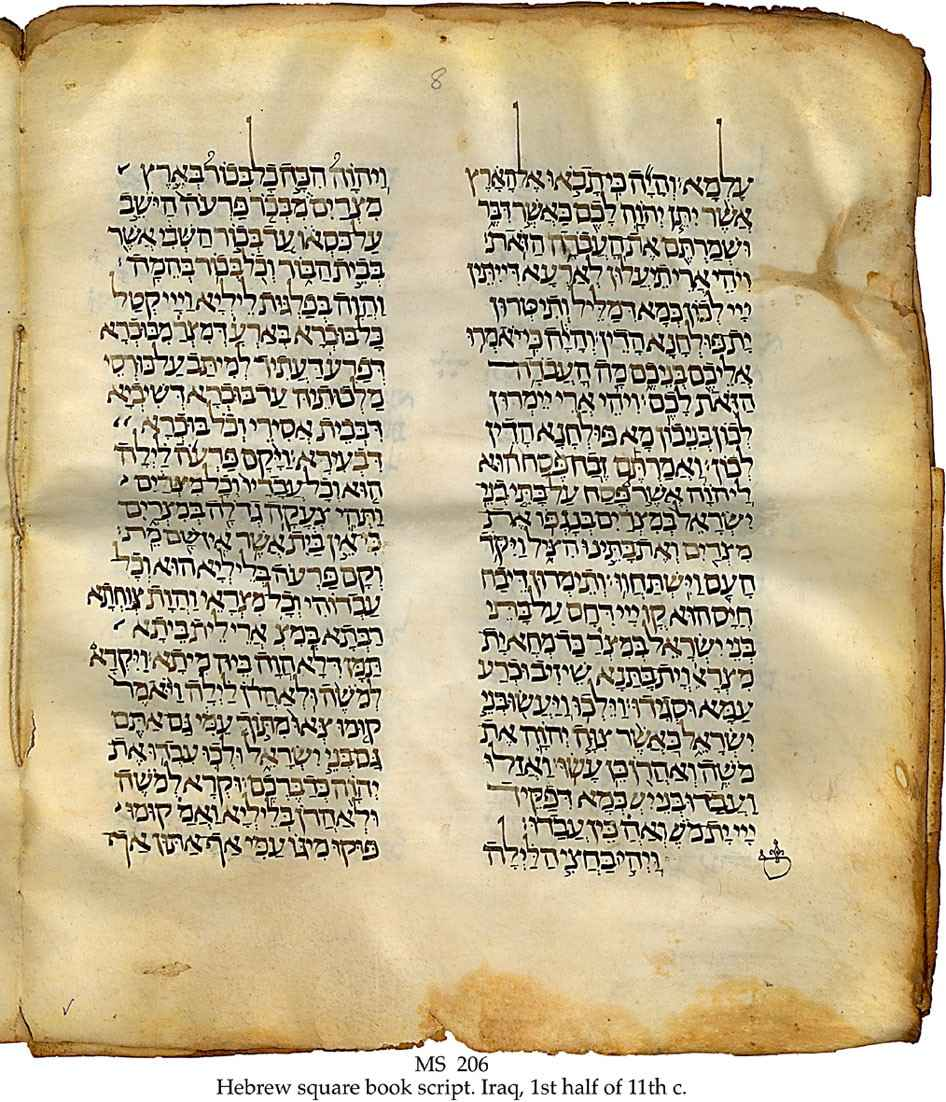
Manuscrito del de la Biblia Hebrea

Más serios fueron algunos pasajes que implicaban un autor mucho después del tiempo de Moisés, como Génesis 12:6, «y el cananeo estaba entonces en la tierra», lo que implica un tiempo en que los cananeos ya no estaban en la tierra. Abraham ibn Ezra (c. 1092–1167) hizo un comentario célebre sobre esta frase, escribiendo que contiene «un gran secreto, y la persona que lo entiende callará»; el rabino del siglo XIV Joseph ben Samuel Bonfils respondió que Moisés había escrito este y otros pasajes similares, ya que él era un profeta, pero que no importaba si eran de él o algún profeta posterior, «ya que las palabras de todos son verdaderas e inspiradas».
Finalmente, hubo algunos pasajes que implicaban que Moisés había usado fuentes preexistentes: una sección del libro de Números (Números 10:35-36) está rodeada en hebreo por nun invertidas (el equivalente de corchetes) que los rabinos afirman que indican que estos versos eran de un libro separado, el Libro de Eldad y Medad.
Los eruditos bíblicos de hoy coinciden casi por unanimidad en que la Torá es obra de muchos autores durante muchos siglos. Un factor importante en este rechazo de la tradición de la autoría mosaica fue el desarrollo de la hipótesis documentaria, que entendía el Pentateuco como una obra compuesta compuesta por cuatro «fuentes» o documentos, recopilados durante siglos en un proceso que no concluyó hasta mucho después de la muerte de Moisés. La hipótesis documentaria suscitó una oposición comprensible por parte de los estudiosos tradicionales. Uno de los más significativos fue David Zvi Hoffmann (1843–1921), quien intentó defender la autoría mosaica demostrando que las fuentes identificadas por la hipótesis documentaria eran, de hecho, preexílicas; si esto se demostraba, creía, entonces la hipótesis en sí misma no se demostraría. Lo máximo que concedió a los defensores de la hipótesis fue que Moisés pudo haber escrito varios pergaminos sobre su trayectoria y que estos pudieron haber sido recopilados y unidos antes de su muerte.
Otro erudito judío importante (y todavía activo) es David Weiss Halivni (nacido en 1927): ha desarrollado una teoría de Jate'u Israel (literalmente, «Israel ha pecado»), que afirma que los israelitas originalmente monoteístas adoptaron prácticas paganas de sus vecinos y descuidaron la Torá de Moisés, con el resultado de que se «manchó y maculó»; solo al regresar de Babilonia, la gente una vez más aceptó la Torá, que luego fue compilada y editada por Ezra como lo demuestran las fuentes de Esdras–Nehemías, talmúdicas y midráshicas que indican que Ezra jugó un papel en la edición de la Torá. Afirma además que mientras el texto de la Torá fue corrompido, la tradición oral se conservó intacta, por lo que la Ley Oral parece contradecir el texto bíblico en ciertos detalles.
Menájem Mendel Kasher (1895–1983), adoptando un enfoque diferente, aceptó la hipótesis documentaria pero la adaptó a la tradición mosaica, señalando ciertas tradiciones de la Torá Oral que muestran a Moisés citando Génesis antes de la epifanía en el Sinaí; basándose en varios versículos bíblicos y declaraciones rabínicas, sugirió que Moisés hizo uso de documentos escritos por los Patriarcas al redactar ese libro. Esta opinión es apoyada por algunas fuentes rabínicas y comentarios medievales que reconocen que la Torá incorpora textos escritos y mensajes divinos anteriores y posteriores al tiempo de Moisés.

## La autoría mosaica en la tradición cristiana

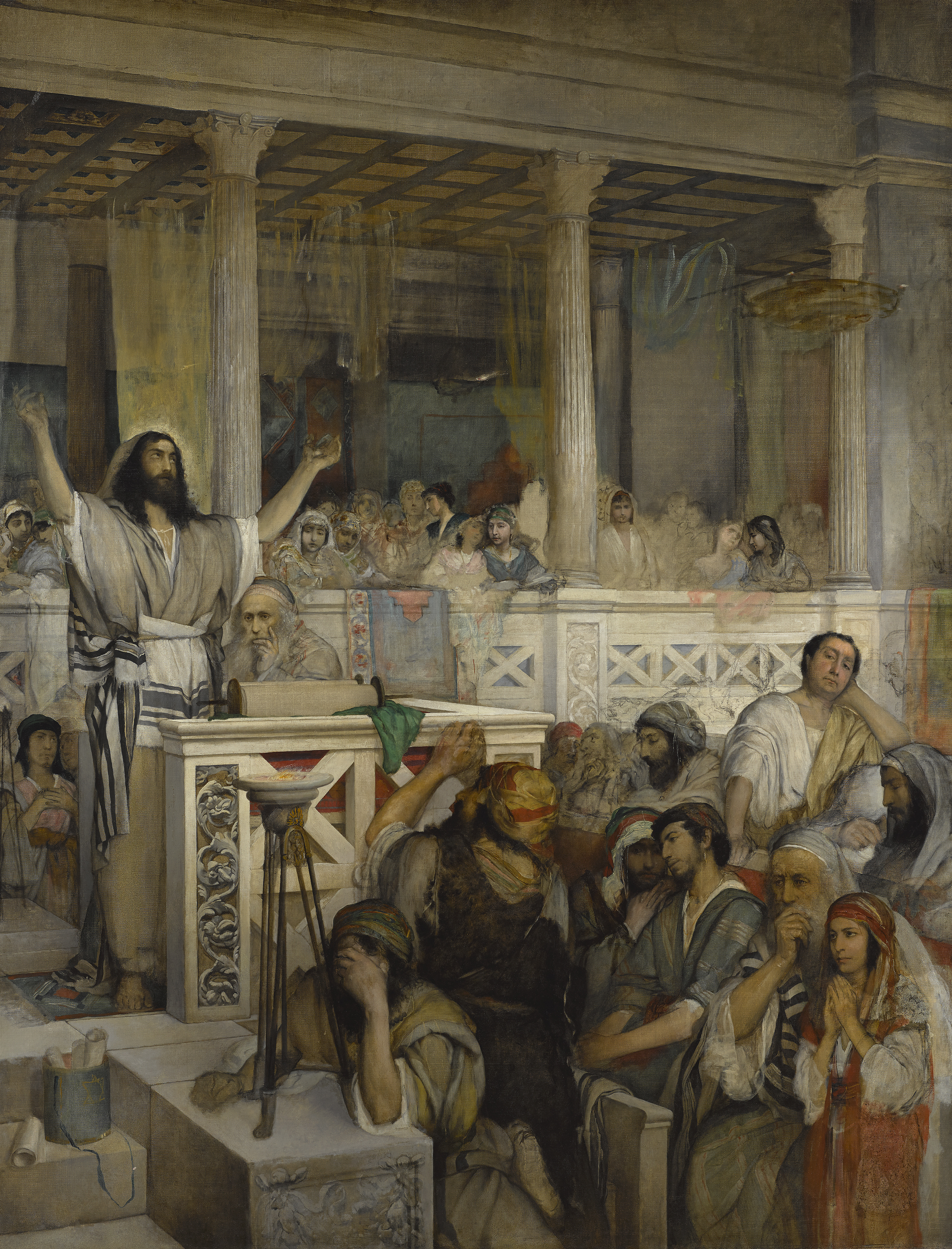
Cristo predicando en la Sinagoga de Cafarnaúm, de Maurycy Gottlieb (1878-1879).

Las escrituras cristianas mostraron que Jesús mismo reconoció a Moisés como el autor de al menos algunas partes del Pentateuco (por ejemplo, en el Evangelio de Juan, Juan 5:46-47), y los primeros cristianos, por lo tanto, siguieron la tradición rabínica. Al igual que ellos, abordaron aquellos pasajes que parecían poner en duda la tradición mosaica: Jerónimo de Estridón, por ejemplo, escribió que «hasta el día de hoy» implicaba un autor mucho después de la época de Moisés, presumiblemente por el sabio del siglo V a. C. Ezra. Martín Lutero concluyó de manera similar que la descripción de la muerte de Moisés fue escrita por Josué, pero creía que la pregunta en sí no tenía gran importancia.
Jerónimo, Lutero y otros aún creían que la mayor parte del Pentateuco era de Moisés, aunque algunas frases no lo fueran, pero en el siglo XVII los académicos comenzaron a cuestionar seriamente sus orígenes, lo que llevó a Baruch Spinoza a declarar que «el Pentateuco no fue escrito por Moisés, sino por alguien más». Esta conclusión tuvo implicaciones importantes, ya que como el erudito judío del siglo XVIII David Levi señaló a sus colegas cristianos, «si alguna parte [de la Torá] alguna vez se demuestra espuria, se abrirá una puerta para otra y otra sin fin».
Como David Levi había temido, el cuestionamiento de la autoría mosaica había llevado a un profundo escepticismo hacia la idea misma de la religión revelada, y para fines del siglo XIX, los estudiosos aceptaron casi universalmente que el libro del Deuteronomio no databa de la época de Moisés, sino del siglo VII a. C., con el Pentateuco en su conjunto siendo compilado por editores desconocidos de varios documentos fuente originalmente distintos. Gradualmente, las diversas iglesias cristianas llegaron a aceptar estas conclusiones. En 1943, el papa Pío XII emitió la encíclica Divino afflante Spiritu que alentó a los académicos a investigar los textos sagrados utilizando recursos tales como descubrimientos recientes en arqueología, historia antigua, lingüística y otros métodos técnicos. El 16 de enero de 1948, el cardenal Suhard, secretario de la Comisión Pontificia Bíblica, respondió a una pregunta sobre el origen del Pentateuco:
No hay nadie hoy que dude de la existencia de estas fuentes o se niegue a admitir un desarrollo progresivo de las leyes mosaicas debido a las condiciones sociales y religiosas de los últimos tiempos [...] Por lo tanto, invitamos a los académicos católicos a estudiar estos problemas, sin preposiciones, a la luz de las críticas sólidas y de los hallazgos de otras ciencias relacionadas con el tema.
El apoyo cristiano a la autoría mosaica ahora se limita en gran medida a los círculos evangélicos conservadores. Esto está ligado a la forma en que los evangélicos ven la unidad y la autoridad de las Escrituras: en palabras de la Enciclopedia Zondervan de la Biblia, «La fe en Cristo y la fe en los libros del canon del AT se mantienen o caen juntas [porque] Cristo y los apóstoles [...] tomaron el Pentateuco como mosaico [y] le pusieron su sello como la Sagrada Escritura». Sin embargo, la mayoría de los evangélicos contemporáneos, aunque aceptan que parte o gran parte del Pentateuco se remonta a Moisés o las tradiciones sobre él, prestan poca atención a la cuestión de la autoría.